# Schenkia spicata
Schenkia spicata là một loài thực vật có hoa trong họ Long đởm. Loài này được (L.) G. Mans. mô tả khoa học đầu tiên năm 2004.